# REScoop.be
REScoop.be est la branche belge de la fédération européen de coopératives pour les énergies renouvelables, REScoop.eu.

## Histoire
Elle est créée en 2011 à l'initiative de la coopérative énergétique flamande Ecopower.
Au niveau belge, elle coordonne les initiatives coopératives de ses membres, qui est composé d'une aile flamande, REScoop Vlaanderen et d'une aile wallonne, REScoop Wallonie. Ces deux structures existent depuis 2014 pour répondre à l'évolution de la compétence régionale.

### REScoop Flandre
L'organisation faîtière flamande, officiellement REScoop Mutual for Energy Communities Investing in a Sustainable Europe (REScoop MECISE) est fondée en 2010  et est officiellement enregistrée depuis le 16 octobre 2018.  En pratique, le secrétariat coïncide avec celui d'Ecopower à Berchem (Anvers). L'ombrelle se compose de 14 membres réguliers et de 5 membres associés.

### REScoop Wallonie
La fédération REScoop Wallonie est fondée le 5 mai 2014 à Namur. La coopérative pour les énergies du futur (CLEF) fait partie de ses fondateurs.
En février 2019, le groupe de coordination comprenait 15 coopératives, dont 13 produisaient effectivement de l'électricité à partir de sources renouvelables,,. Plus de 10 000 membres étaient affiliés aux coopératives.
En 2011, la fédération Wallonne fait parler d'elle par l'intermédiaire de son président, Bernard Delville, pour son dépôt de certificat de propriété du vent wallon auprès du  gouvernement wallon.
En mars 2019, l'antenne Wallonne propose une offre de reprise de la société Enercoop Belgique à ses actionnaires pour éviter la liquidation. À la suite de l'assemblée générale extraordinaire, cette offre de reprise est plébiscité.
Fin 2019, des coopératives citoyennes, soutenue par la fédération, souhaite acquérir la filiale éolienne de Nethys à la suite du scandale politico-financier d'enrichissement personnel sur le compte de biens publics en région liégeoise révélé fin 2016 lors de l'affaire Publifin.
Les initiatives coopératives assurent une intervention dans des domaines où l’intervention de l’État n’est pas jugé suffisante ; celles-ci complètent ou suppléante l’action publique.
En 2021, les 18 coopératives membres de la fédération locale ont produit l’équivalent de la consommation électrique de 21 700 ménages.